# Provinciale weg 304
De provinciale weg 304 (N304) is een provinciale weg van Apeldoorn naar Ede in de Nederlandse provincie Gelderland. Deze weg verbindt de A1 afrit 19 (Hoenderloo) met de N224 bij Ede. Een deel van de weg loopt parallel met de noordrand van Nationaal Park De Hoge Veluwe.
Voorheen werd deze weg gebruikt om vanuit het oosten via de A1 naar Ede te kunnen rijden, maar door de aanleg van A30 in 2004 is dit niet meer van toepassing. Deze weg is tussen Apeldoorn en Hoenderloo voorzien van Zeer Stil Asfalt, vanwege de natuurgebieden van Staatsbosbeheer.
Naast deze nummering, staat het op de wegenkaart aangegeven als Otterloseweg (de voortzetting van de Europaweg vanuit Apeldoorn) en voorbij Hoenderloo als Apeldoornseweg, die in Ede verdergaat als Raadhuisstraat.
Opvallend is de plaatsing van de bomen langs de weg. Het deel wat door de gemeente Apeldoorn loopt staan de bomen vlak langs de weg, echter het deel wat door gemeente Ede loopt staan bomen op enige afstand van de weg en fietspaden.
De N304 is in november 2015 door de provincie aangemerkt als onveilig en heeft bovendien een slechte doorstroming. Dit onderwerp is aangekaart door de actiegroep 'Veilige Europaweg Apeldoorn'. In 2018 komt de N304 in aanmerking voor groot onderhoud, welke begin 2019 is uitgevoerd. Sindsdien heeft de weg weer 2x2-rijstroken, net als voor 2004/2005. Ook zijn er verkeerslichten geplaatst.
N23 · N34 · N224 · N225 · N229 · N233 · N271 · N301 · N302 · N303 · N304 · N305 · N306 · N307 · N308 · N309 · N310 · N311 · N312 · N313 · N314 · N315 · N316 · N317 · N318 · N319 · N320 · N322 · N323 · N324 · N325/A325 · N326/A326 · N327 · N329 · N330 · N331 · N332 · N333 · N334 · N335 · N336 · N337 · N338 · N339 · N340 · N341 · N342 · N343 · N344 · N345 · N346 · N347 · N348/A348 · N349 · N350 · N351 · N352 · N375 · N377

N418 · N701 · N702 · N703 · N704 · N705 · N706 · N707 · N708 · N709 · N710 · N711 · N712 · N713 · N714 · N715 · N716 · N717 · N718 · N719 · N720 · N727 · N731 · N732 · N733 · N734 · N735 · N736 · N737 · N738 · N739 · N740 · N741 · N742 · N743 · N744 · N745 · N746 · N747 · N748 · N749 · N750 · N751 · N752 · N753 · N754 · N755 · N756 · N757 · N758 · N759 · N760 · N761 · N762 · N763 · N764 · N765 · N766 · N768 · N781 · N782 · N783 · N784 · N785 · N786 · N787 · N788 · N789 · N790 · N791 · N792 · N793 · N794 · N795 · N796 · N797 · N798 · N800 · N801 · N802 · N803 · N804 · N805 · N806 · N810 · N811 · N812 · N813 · N814 · N815 · N816 · N817 · N818 · N819 · N820 · N821 · N822 · N823 · N824 · N825 · N826 · N827 · N830 · N831 · N832 · N833 · N834 · N835 · N836 · N837 · N838 · N839 · N840 · N841 · N842 · N843 · N844 · N845 · N846 · N847 · N848 · N852 · N855

Cursief vermelde wegen zijn voormalige provinciale wegen.